# Волозеро
Волозеро — озеро на территории Повенецкого городского поселения Медвежьегорского района Республики Карелия.

## Общие сведения
Площадь озера — 35,3 км², площадь водосборного бассейна — 794 км². Располагается на высоте 102,6 метров над уровнем моря.
Форма озера лопастная, продолговатая, вытянутая с севера на юг. Берега озера каменисто-песчаные, местами заболоченные.
В озеро впадают реки Салмозёрка, Вола, Пизозёрка, Сона и четыре ручья.
Река Сона несёт воды озёр Северного Узкого, Южного Узкого, Нижнего- и Верхнего Сунозера.
Через озеро проходит Беломорско-Балтийский канал (озеро расположено между седьмым и восьмым шлюзами).
На озере 180 островов общей площадью 2,54 км².
В озере водятся следующие рыбы: щука, лещ, уклейка, плотва, налим, окунь, ёрш.
Код объекта в государственном водном реестре — 01040100611102000018824.